# Teriazume
Teriazume (gr. Ταιριάζουμε, Tairiázoume) – utwór cypryjskiej wokalistki Evridiki napisany przez Jeorjosa Teofanusa i Leonidasa Malenisa, nagrany w 1992 roku i umieszczony na drugiej płycie studyjnej artystki zatytułowanej Poso ligo me kseris.
Utwór reprezentował Cypr podczas 37. Konkursu Piosenki Eurowizji w 1992 roku, wygrywając w marcu finał krajowych eliminacji z wynikiem 228 punktów w głosowaniu jurorskim. W finale konkursu organizowanego 9 maja w Malmö piosenka zajęła ostatecznie 11. miejsce, zdobywając łącznie 57 punktów. Podczas występu reprezentantki orkiestrą dyrygował Teofanus.
Oprócz greckojęzycznej wersji singla wokalistka nagrała piosenkę w języku angielskim („In Love I Trust”) i francuskim („Le feu c'est nous”).

## Lista utworów
Vinyl 12’’ Maxi-Single
1. „Teriazume” (Greek Version)
2. „In Love I Trust” (English Version)
3. „Le feu c'est nous” (French Version)